# Primera Edición (diario)
Primera Edición es un periódico argentino de la provincia de Misiones fundado el 21 de agosto de 1991 por el empresario Alberto Selva. Su actual directora es Marlene Wipplinger.
Su sala de redacción se encuentra sobre la avenida Corrientes, aunque en sus inicios se encontró en la avenida López y Planes, y luego sobre calle Córdoba. 
Se distribuye en la provincia de Misiones, como así también el norte de la provincia de Corrientes. 
En los años 90 su edición impresa llevaba también a los diarios Le Monde Diplomatique y Crónica, los cuales eran de difícil obtención en Misiones. 
En la actualidad posee también su versión digital.